# ベルタ・ルッツ

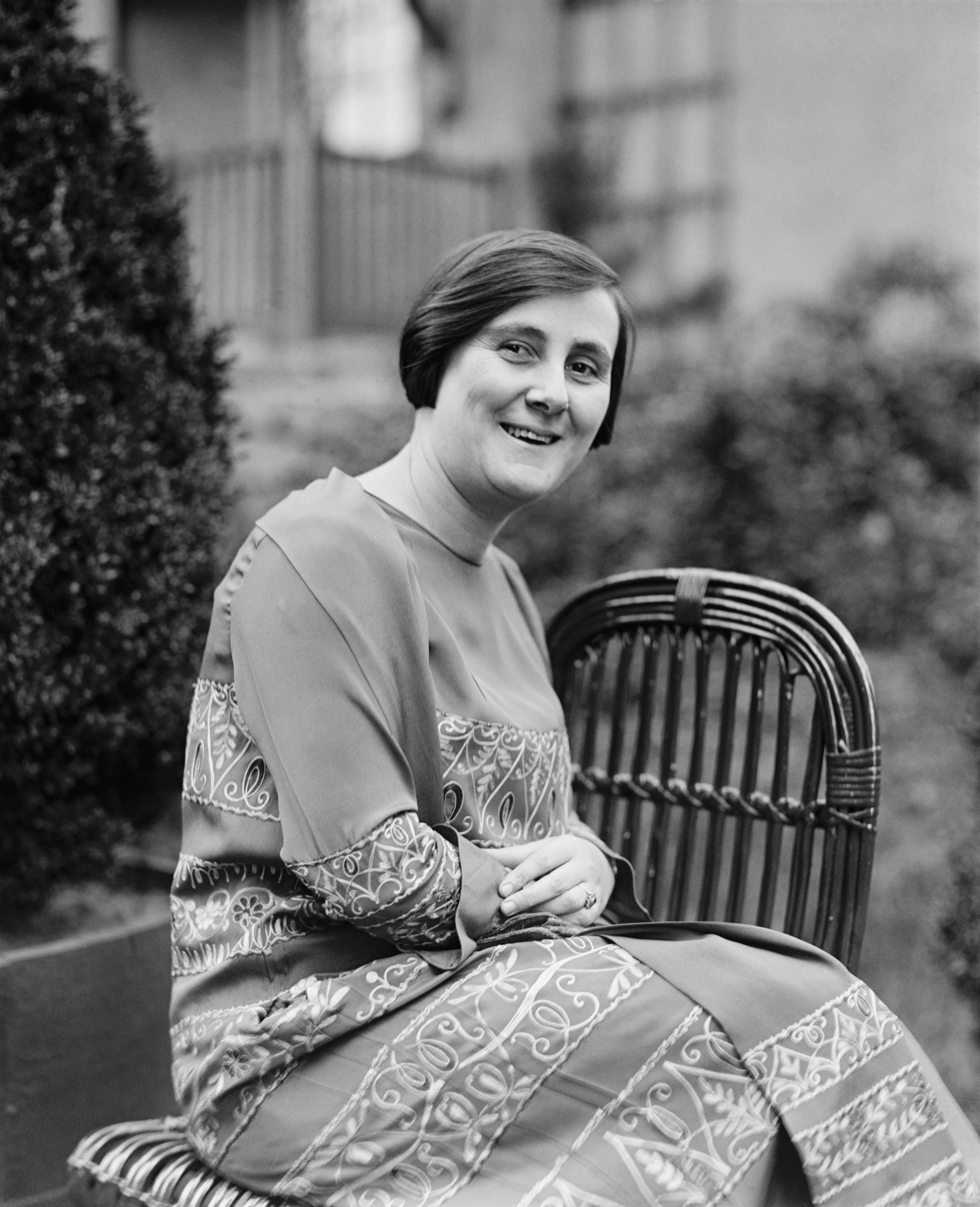
Bertha Lutz(1925年頃)

ベルタ・ルッツ（Bertha Maria Julia Lutz 、1894年8月2日 - 1976年9月16日）はブラジルの動物学者、女性の権利のための運動の活動家である。

## 略歴
サンパウロで生まれた。祖父母はスイスのベルン出身で、父親は多くの功績を挙げた医学者のアドルフォ・ルッツである。医動物学、両生類の研究者でもあった父親の影響を受け、動物学に興味を持ち、父親の講義にも参加した。パリのソルボンヌ大学で自然科学を学び1918年に学位を取得し卒業した。ブラジルに戻った後、両生類の研究に取り組み、1919年にリオデジャネイロ国立博物館の職員となった。1922年にブラジル最初の女性運動の組織、Federação Brasileira pelo Progresso Feminino（女性の進歩のためのブラジル連盟）の創立者の1人となった。女性運動のブラジル代表として国際的な会議に出席した。女性運動のためにリオデジャネイロ連邦大学で法律を学んだ。
動物学の分野では、父親の助手として働き1938年に父親と連名で最初の両生類に関する論文を発表した。1940年に父親が死んだ後、父親がはじめたブラジルの両生類に関する生態、分類に関する総括的研究を引き継いだ。1949年から1952年の間に、オズヴァウド・クルス研究所(Instituto Oswaldo Cruz)に残された父親の標本の記載を行った。1973年に集大成となる『ブラジルのアマガエル』（"Brazilian Species of Hyla"）を出版した。父親や自らの注釈が記述され、写真は兄弟のガルター・ルッツ（Gualter A. Lutz）が製作した。ユビナガガエル科の種、Paratelmatobius lutzii　B. Lutz and A. Carvalho, 1958は父親の名前をつけてベルタが記載したものである。
ベルタ・ルッツにもブラジルのトカゲの種、Liolaemus lutzae、Bogertia lutzae、カエルの種、Megaelosia lutzae、Dendropsophus berthalutzae、Scinax berthaeらの学名に献名されている。
また、彼女の女性の権利に関する活動の記録は2023年に世界の記憶に登録された。